# XXX Corpo de Exército (Alemanha)
O XXX Corpo de Exército (em alemão: XXX. Armeekorps) foi um Corpo de Exército da Alemanha na Segunda Guerra Mundial. Foi formado no dia 26 de agosto de 1939.

## Comandantes
| Comandante                                     | Data                                                   |
| ---------------------------------------------- | ------------------------------------------------------ |
| General der Artillerie Otto Hartmann           | 26 de agosto de 1939 - 25 de março de 1941             |
| General der Infanterie Eugen Ott               | 25 de março de 1941 - 10 de maio de 1941               |
| Generaloberst Hans von Salmuth                 | 10 de maio de 1941 - 27 de dezembro de 1941            |
| General der Artillerie Maximilian Fretter-Pico | 27 de dezembro de 1941 - 4 de julho de 1944            |
| General der Kavallerie Philipp Kleffel         | 4 de julho de 1944 - 16 de julho de 1944               |
| Generalleutnant Georg-Wilhelm Postel           | 16 de julho de 1944 - 31 de agosto de 1944             |
| Generalleutnant Erich Heinemann                | 26 de outubro de 1944 - 15 de novembro de 1944 m.F.b.  |
| General der Infanterie Gustav Höhne            | 15 de novembro de 1944                                 |
| Generalleutnant Joachim von Treskow            | 15 de novembro de 1944 - 23 de novembro de 1944 m.F.b. |
| Generalleutnant Friedrich-Wilhelm Neumann      | 23 de novembro de 1944 - 16 de dezembro de 1944 m.F.b. |
| General der Kavallerie Philipp Kleffel         | 16 de dezembro de 1944 - 25 de abril de 1945           |
| Generalleutnant Arnold Burmeister              | 25 de abril de 1945 - ??                               |

## Chef des Stabes
| Oberst i.G. Friedrich Hoßbach       | 26 de agosto de 1939 - 25 de outubro de 1939   |
| Oberst i.G. Kurt Weckmann           | 25 de outubro de 1939 - 25 de outubro de 1940  |
| Oberst i.G. Walter Botsch           | 25 de outubro de 1940 - 20 de junho de 1943    |
| Oberst i.G. Joachim Clauß           | 20 de junho de 1943 - agosto de 1944           |
| Oberst i.G. (Lw.) Wolf              | 24 de outubro de 1944 - 10 de novembro de 1944 |
| Oberstleutnant i.G. Hans Sapauschke | 10 de novembro de 1944 - 1945                  |

## Oficiais de Operações (Ia)
| Oberstleutnant i.G. Kurt Weckmann | 26 de agosto de 1939 - 10 de setembro de 1939   |
| Oberstleutnant i.G. Walter Botsch | 10 de setembro de 1939 - 24 de outubro de 1940  |
| Major i.G. Hans-Joachim Neumann   | 24 de outubro de 1940 - junho de 1941           |
| Major i.G. Hans-Georg Eismann     | junho de 1941 - 12 de março de 1942             |
| Major i.G. Edwin Steinitz         | 12 de março de 1942 - agosto de 1942            |
| Major i.G. Siegfried Lehmann      | agosto de 1942 - outubro de 1942                |
| Major i.G. Gerhard Reimpell       | outubro de 1942 - agosto de 1943                |
| Major i.G. Heinz Grüber           | agosto de 1943 - fevereiro de 1944              |
| Oberstleutnant i.G. Niemeyer      | 15 de novembro de 1944 - 20 de novembro de 1944 |
| Major i.G. Rudolf Hoffmann        | 20 de novembro de 1944 - 1945                   |

## Área de Operações
| Alemanha                       | setembro de 1939 - julho de 1940 |
| Polônia                        | julho de 1940 - janeiro de 1941  |
| Bálcãs                         | janeiro de 1941 - junho de 1941  |
| Frente Oriental, setor sul     | junho de 1941 - agosto de 1944   |
| Holanda & nordeste da Alemanha | novembro de 1944 - maio de 1945  |

## Serviço de Guerra
| Data              | Exército                     | Grupo de Exército | Lugar                  |
| ----------------- | ---------------------------- | ----------------- | ---------------------- |
| setembro de 1939  | Armee-Abteilung A            | C                 | Niederrhein            |
| outubro de 1939   | 1º Exército                  | C                 | Saarpfalz              |
| janeiro de 1940   | 1º Exército                  | C                 | Saarpfalz              |
| julho de 1940     | 18º Exército                 | OKH               | Generalgouvernement    |
| setembro de 1940  | 4º Exército                  | B                 | Generalgouvernement    |
| janeiro de 1941   | z. Vfg.                      | OKH               | Romênia                |
| fevereiro de 1941 | 12º Exército                 | OKH               | Romênia                |
| março de 1941     | 1º Grupo Panzer              | OKH               | Bulgária               |
| abril de 1941     | 12º Exército                 | OKH               | Griechenland           |
| junho de 1941     | 11º Exército                 | Süd               | Pruth, Perekop, Krim   |
| janeiro de 1942   | 11º Exército                 | Süd               | Kretsch, Sewastopol    |
| agosto de 1942    | 11º Exército                 | A                 | Sewastopol             |
| setembro de 1942  | 18º Exército                 | Nord              | Leningrado             |
| outubro de 1942   | 11º Exército                 | Nord              | Leningrado             |
| novembro de 1942  | 18º Exército                 | Nord              | Leningrado             |
| dezembro de 1942  | 9º Exército                  | Mitte             | Welish                 |
| janeiro de 1943   | Armee-Abteilung Fretter-Pico | Don               | Don, Donez             |
| fevereiro de 1943 | 1º Exército Panzer           | Don               | Donez                  |
| março de 1943     | 1º Exército Panzer           | Süd               | Donez, Dnjepr, Nikopol |
| janeiro de 1944   | 6º Exército                  | Süd               | Nikopol                |
| março de 1944     | 6º Exército                  | A                 | Uman                   |
| abril de 1944     | 6º Exército                  | Südukraine        | Dnjestr, Kischinew     |
| dezembro de 1944  | 15º Exército                 | H                 | Niederlande            |
| janeiro de 1945   | 25º Exército                 | H                 | Niederlande            |
| abril de 1945     | 25º Exército                 | OB Nordwest       | Niederlande            |

## Organização
8 de junho de 1940
- 258ª Divisão de Infantaria
- 93ª Divisão de Infantaria

22 de julho de 1940
- 258ª Divisão de Infantaria
- 76ª Divisão de Infantaria

10 de junho de 1941
- 198ª Divisão de Infantaria

3 de setembro de 1941
- 46ª Divisão de Infantaria
- 22ª Divisão de Infantaria

2 de janeiro de 1942
- 1ª Divisão de Montanha
- 2/3 da 72ª Divisão de Infantaria

24 de junho de 1942
- 72ª Divisão de Infantaria
- 170ª Divisão de Infantaria
- 28. leichte Division
- Parte 213. Sicherungs-Division
- Parte 444. Sicherungs-Division
- 1/3 da 125ª Divisão de Infantaria

15 de novembro de 1942
- 12ª Divisão Panzer

7 de julho de 1943
- 62ª Divisão de Infantaria
- 38ª Divisão de Infantaria
- 387ª Divisão de Infantaria

26 de dezembro de 1943
- 304ª Divisão de Infantaria
- 46ª Divisão de Infantaria
- 257ª Divisão de Infantaria
- 387ª Divisão de Infantaria
- 306ª Divisão de Infantaria
- 16. Panzer-Grenadier-Division

1. März 1945
- Kampfgruppe 346ª Divisão de Infantaria